# Susan Sherman
Susan Sherman é uma roteirista e produtora estadunidense.

## Filmografia
- Cory in the House (2007)
- That's So Raven (2007)
- Brandy & Mr. Whiskers (2004)
- Mike, Lu & Og (1999)
- Alright Already (1997)